# Ithomiola neildi
Ithomiola neildi is een vlindersoort uit de familie van de prachtvlinders (Riodinidae), onderfamilie Riodininae.
Ithomiola neildi werd in 1998 beschreven door Hall, J & Willmott.